# Ockhamiści
Ockhamiści – ruch w ramach filozofii średniowiecznej, obejmujący zwolenników i kontynuatorów myśli Williama Ockhama. Ruch rozpoczął Ockham i Uniwersytet Oksfordzki w XIV wieku. Ockhamiści zostali potępieni przez Kościół katolicki jako głoszący niebezpieczne dla jego nauk tezy. Wielu z ockhamistów było zmuszonych do wyrzeczenia się swych nauk, m.in. Mikołaj z Autrécourt i Jan z Mirecourt, choć część, jak Mikołaj z Oresme lub Albert Saksończyk doszło do wysokich godności kościelnych, zajmując się więcej naukami specjalnymi, niż kwestiami nauk Kościoła.
Władysław Tatarkiewicz uważa, że ich filozofia jest zaczątkiem dla filozofii nowożytnej.